# Harmancık Demirci, Keles
Harmancık Demirci là một xã thuộc huyện Keles, tỉnh Bursa, Thổ Nhĩ Kỳ. Dân số thời điểm năm 2011 là 213 người.